# Anglikánská církev

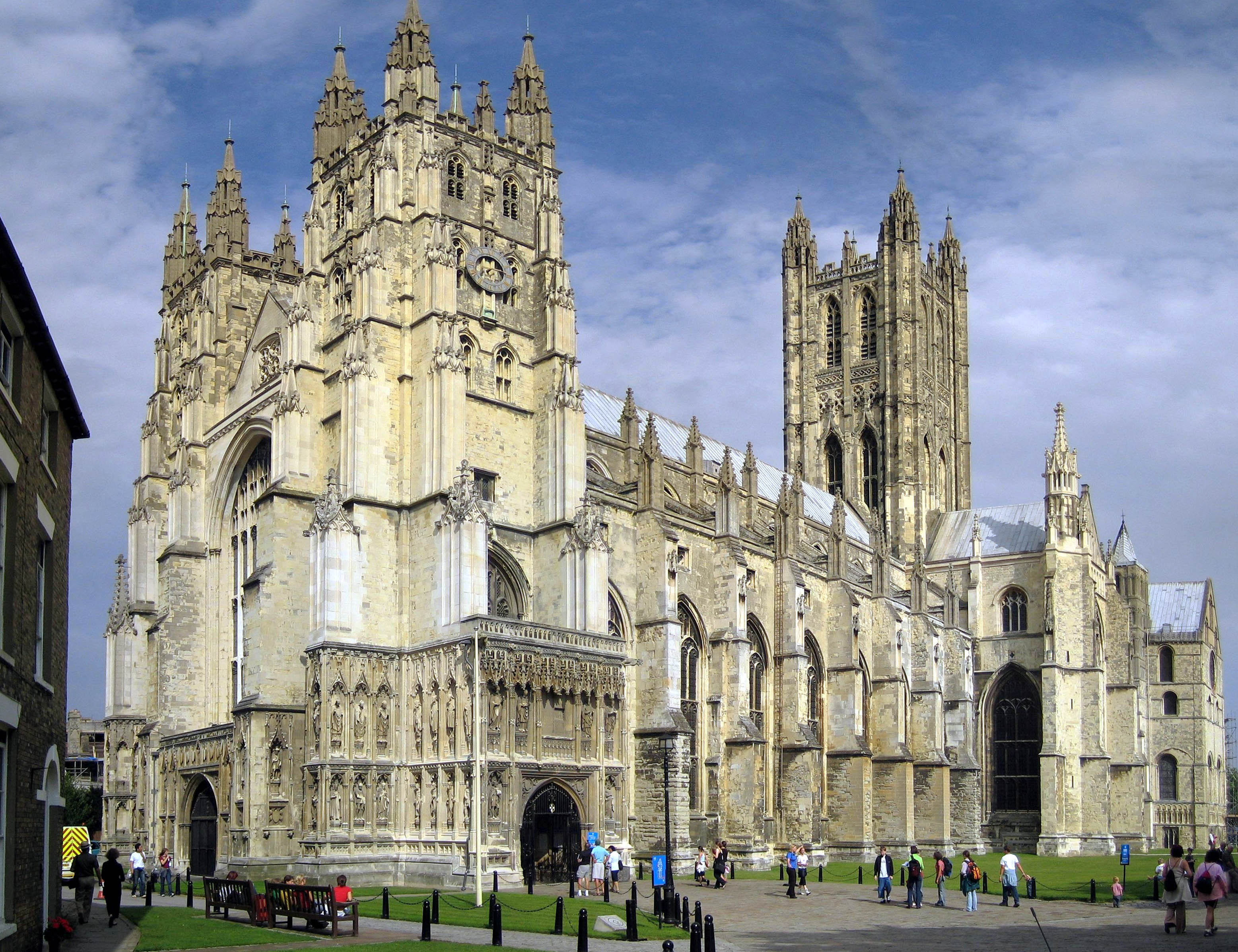
Canterburská katedrála – sídlo prvního mezi anglikánskými biskupy

Anglikánská církev (anglicky Church of England, mimo Anglii většinou The Anglican Church) je mateřská církev anglikánského společenství církví, která je v Anglii podřízena panovníkově moci.
Anglikánská církev je dnes přítomná v Anglii, Skotsku (Skotská episkopální církev) a Walesu (Církev ve Walesu) a jedná se o státní církev v klasickém smyslu. V jejím čele stojí britský monarcha, který má titul Supreme Governor (nejvyšší panovník) nebo také Defensor Fidei (ochránce víry). Dále mají rozhodující vliv na dění v církvi dva arcibiskupové a biskupové 24 nejstarších biskupských sídel, kteří jsou zastoupeni ve Sněmovně lordů.
Mezi členy církve se dnes počítá již méně než polovina obyvatelstva Anglie a těchto členů nadále zřetelně ubývá. Důvodem není jen postupující sekularizace britské společnosti, ale zejména krize a rozpad celé církve, jejíž jednotu rozbily spory o kněžská a biskupská svěcení žen a necelibátních homosexuálů. Církev od roku 1994 umožňuje kněžské svěcení žen, v roce 2014 její generální synod schválil i jejich biskupské svěcení.
V církevních záležitostech církvi předsedá arcibiskup z Canterbury jakožto primas, kterému v anglikánském společenství přísluší také nejvyšší úcta. Anglikánská církev se skládá ze dvou církevních provincií, Canterbury a Yorku, které obsahují celkem 43 diecézí. V současnosti k ní patří asi 25 miliónů věřících,[zdroj?] anglikánská církev je tak největší církví anglikánského společenství.

## Dějiny anglikánské církve
Anglikánská církev tradičně vidí své počátky v příchodu křesťanství do Anglie (počátky kolem roku 200), avšak skutečně samostatná anglikánská církev vznikla až schizmatem s římskokatolickou církví vyvolaným Jindřichem VIII. roku 1534.

### Vznik anglikánské církve
Počátek schizmatu leží v nesouhlasu papeže Klimenta VII. s anulací manželství Jindřicha VIII. s Kateřinou Aragonskou, o níž Jindřich zažádal roku 1527. Po počátečních neúspěších reagoval roku 1529 anglický král útokem na duchovní moc papeže, nechal schválit zákon o svrchovanosti (Act of Supremacy) a vyžadoval vysokou pokutu od anglických kněží za údajnou nelegitimitu jejich úřadu a žádal po nich uznání coby ochránce a nejvyšší hlavy. Církev v Anglii uznala za svou hlavu Jindřicha VIII. 11. února 1531,[zdroj?] ale během roku 1532 se Jindřich stále snaží o jednání s Římem.
Roku 1533 byl uzákoněn zákaz možnosti odvolání anglického kléru i laiků do Říma ve věcech manželství, desátků a dalších záležitostí; odvolacími autoritami se stali arcibiskupové v Canterbury a Yorku. Thomas Cranmer, nově dosazený arcibiskup canterburský, pak anuloval Jindřichovo manželství a Jindřich se oženil s Annou Boleynovou. Kliment VII. Jindřicha exkomunikoval.
Roku 1533 konečně Act of Submission definitivně zakázal kléru právo odvolání se do Říma a fakticky tak ukončil papežův vliv na dění v Anglii. Jindřich se stává nejvyšším vládcem anglikánské církve. Jindřichovi oddělení církve od Říma umožnilo také získat rozsáhlé majetky církve, zvláště po vydání zákona o rozpuštění klášterů (1536–1540).

### Protestantizace církve
Po oddělení od Říma zůstávala církev za Jindřichovy vlády nadále v zásadě katolickou a Jindřich VIII. dokonce i nadále užíval čestný titul Defensor fidei (obránce víry), který mu ve 20. letech 16. století udělil papež Lev X. za jeho spis proti Martinu Lutherovi. Avšak hned zpočátku dochází k určitému obrazoborectví, zrušení poutí a poutních míst, omezení svátků světců. V liturgii došlo pouze k malým změnám. Roku 1539 Jindřich nechal uzákonit „Act of Six Articles“, který zachoval katolické tradice. V posledních letech vlády dokonce Jindřich zakázal protestantům přístup na královský dvůr.
Protože ke změně povahy církve v Anglii dochází v atmosféře protestantské reformace, dochází i v ní ke změnám. K velké změně liturgie v protestantském smyslu a k jejímu překladu dochází v období panovnictví Jindřichova syna Edvarda VI. (1547–1553) – a to především za vlády 1. vévody z Northumberlandu, Johna Dudleyho (1549–1553).
Kniha společných modliteb (Book of Common Prayer), závazný text pro liturgii a modlitbu, jejímž autorem byl přesvědčený protestant, canterburský arcibiskup Thomas Cranmer, byla ve své první verzi vydána roku 1549. Edward Seymour, vládnoucí zemi za nezletilého Edvarda, se obával jak zahraniční intervence (především ze strany císaře Karla V.) tak protestů odporu, a proto byla „Book of Common Prayer“ velmi umírněná. To vyvolalo nespokojenost mezi všemi vrstvami obyvatel – jak protestanty, tak katolíky. V oblasti Cornwallu a Devonu dokonce kvůli zavedení této nové doktríny vypuklo povstání („Prayer Book Rebellion“), které musela Somersetova vláda vojensky potlačit.
Až roku 1552 za vlády vévody z Northumberlandu, byla anglickým parlamentem schválena Cranmerova druhá „Book of Common Prayer“. Ta tentokrát předložila silně protestantskou podobu církevních obřadů – mezi nejdůležitějšími kroky obsahovala zrušení transsubstanciace, stále přítomné ve verzi z roku 1549.

### Krátké sjednocení s Římem
Po Eduardu VI. nastoupila na trůn katolická královna Marie I. (1553–1558). Odmítla změny provedené Jindřichem i Edvardem a znovunastolila jednotu s Římem. Vzhledem k upalování protestantů, kterým se snažila o rekatolizaci země, jí dějiny obdařily přízviskem Krvavá Marie.

### Druhé schizma
Po Mariině smrti zasedla na trůn její nevlastní sestra Alžběta I. (1558–1603), která se ostře stavěla proti papežově pravomoci v Anglii a znovu se pokusila o osamostatnění církve v Anglii. Alžbětu však exkomunikoval až papež Pius V. 25. února 1570. Oficiálně se však anglikánská církev oddělila od římské již roku 1559, kdy Parlament uznal Alžbětu za svého nejvyššího panovníka a obnovil zákon o svrchovanosti. Téhož roku se objevuje nové vydání Book of Common Prayer.

### Puritánství a restaurace změn
Během anglické revoluce (1649–1660) změnili vládnoucí puritáni dosavadní episkopální strukturu církve na presbyterální, avšak zachovali přitom princip státní kontroly nad církví. Po nástupu Karla II. roku 1660 dochází k restauraci episkopálních struktur v církvi a roku 1662 vychází nové vydání Book of Common Prayer.

### Metodistická církev, oxfordské hnutí
V 18. století se jako výsledek reformy církve Johna Wesleyho rodí metodistická církev. V 1. polovině 19. století rozkvétá v rámci anglikánské církve tzv. oxfordské hnutí, které nabývá velkého vlivu a spolu s ním jsou posíleny katolické tendence v rámci církve (nejvýznamnějším představitelem hnutí byl John Henry Newman, který se později stává katolíkem).

### Kněžské a biskupské svěcení žen
V roce 1992 anglikánská církev schválila a v roce 1994 začala praktikovat kněžské svěcení žen, načež stovky jejích konzervativních kněží a tisíce věřících církev opustily a přešly především do řad římskokatolické církve.
V listopadu 2012 na generálním synodu těsně neprošel návrh, který měl umožnit biskupské svěcení žen. K jeho schválení bylo potřeba dvoutřetinové většiny hlasů ve všech třech komorách synodu. Zatímco u biskupů a duchovenstva změna prošla, mezi laiky získala jen 64procentní podporu. Jak odcházející, tak nastupující arcibiskup z Canterbury, Rowan Williams a Justin Welby, přitom patřili k zastáncům změny.
O dva roky později však synod tuto změnu schválil. Pro svěcení žen na biskupky hlasovalo 351 jeho členů, proti jich bylo 72, deset se zdrželo hlasování. Změnu tak podpořilo mnohem víc členů synodu než potřebná dvoutřetinová většina. První biskupkou byla v závěru roku 2014 jmenována Libby Laneová.

## Teologie a nauka
Anglikánská církev se sama považuje za účastnici jak reformační, tak katolické tradice. Velmi byla ovlivněna principy protestantské reformace a nepřijímá autoritu římského biskupa, tedy papeže. Zároveň má za to, že stojí v nepřerušené tradici apoštolské všeobecné církve. Praxí je církev bližší římskokatolické církvi než církvím protestantským. Co do teologických postojů je církev poměrně konzervativní.
Anglikánská církev věří v jednoho Boha ve třech osobách: Otec, Syn a Duch Svatý. Za pramen víry považuje Bibli, Tradici a rozum. Vysluhuje sedm svátostí: křest, biřmování, Eucharistii, zpověď, kněžství, manželství a pomazání nemocných. Hlavní zásady víry obsahuje Apoštolské, Nicejsko-konstantinopolské a Atanášovo vyznání, 39 článků a Book of Common Prayer (Kniha veřejných modliteb). Eucharistie je podávaná pod obojí způsobou a zpověď je soukromá (vyznání knězi) i obecná (hromadné rozhřešení celému shromáždění). Při liturgii jsou zachovány prvky jako oltáře, svíce, obrazy, sochy, kadidlo, ornáty, biskupské insignie a podobně.
V roce 1931 Anglikánský svaz církví (Anglican Communion) a Utrechtská unie starokatolických církví uzavřely tzv. Bonnskou smlouvu, tedy plné svátostné společenství. 
Kromě tradičního středního proudu v církvi dlouhodobě existuje tzv. vysoká církev (High Church) a nízká církev (Low Church), které každá upřednostňují jiné důrazy. Praxe anglikánů je tedy různá – od těch, kteří zdůrazňují liturgii a svátosti až po evangelikální a charismatické proudy.
Některé anglikánské církve světí na jáhny a kněze i ženy (od roku 1992) a homosexuály, kteří neslibují celibát. V roce 2014 schválila Církev Anglie i biskupské svěcení žen.

## Anglikánská církev v Česku
Roku 2000 se český starokatolický biskup Dušan Hejbal a anglikánský biskup Gibraltaru John Hind dohodli na sdílení jurisdikcí pro bývalou anglikánskou obec v Praze. Podle dohody mezi Anglikánskou církví a Utrechtskou unií je český starokatolický biskup ordinářem a anglikánská obec (Farní obec starokatolické církve v ČR pro věřící anglického jazyka) neztrácí svou kontinuitu se světovým anglikánským společenstvím. 

Věková struktura Anglikánské církve v České republice roku 2011